# Biserica reformată din cetate (Târgu Mureș)
Biserica Cetății (în maghiară Vártemplom) este cea mai veche clădire din Târgu Mureș. Până în secolul al XIX-lea a purtat numele Biserica Mare (în maghiară Nagytemplom) în comunitate, deoarece până astăzi este cea mai mare biserică din oraș. Biserica este monument istoric, cu cod LMI MS-II-m-A-15475.01.

## Istoric

### Ridicarea și perioada dominicană
În 1230 câțiva călugări dominicani s-au stabilit la Târgu Mureș. Mănăstirea din Târgu Mureș, cea mai estică a ordinului până la construirea celei din Brașov, apare menționată pentru prima dată în 1332. Într-un document din 1400 aflăm că s-au terminat lucrările din absida bisericii consacrate Sfintei Maria. Din același document reiese faptul că Scaunul Papal a acordat mănăstirii dreptul de pelerinaj. 
De-a lungul istoriei a existat trei perioade de construcție: 1350–1370 – când a fost construită capela și mănăstirea, 1370–1400 – când s-a construit partea pentru corul bisericii și 1400–1450 – când au fost finalizate biserica și turnul.

### Perioada franciscană
În anul 1444 guvernatorul Ioan de Hunedoara a atribuit lăcașul franciscanilor observanți. Clădirea a rămas cea mai mare clădire franciscană până la ridicarea ansamblului mănăstiresc din Cluj în jurul anului 1490.
În secolul al XV-lea mănăstirea a fost fortificată, invocându-se pericolul otoman, din ordinul principelui Ștefan Báthory. În 1503 este menționată casa laicelor terțiare franciscane, numite beghine.
În 1525 un document relatează faptul că franciscanul Kelemen Hunyadi copiază un breviar la comandă, aceasta fiind și prima atestare cunoscută a atelierului de copiat (scriptorium) al mănăstirii. În același an cei 24 de călugări franciscani menționați în surse reprezentau o comunitate înfloritoare în rândul franciscanilor transilvăneni.
Crucifixul realizat de Veit Stoss pentru biserica franciscană din Târgu Mureș înaintea reformei protestante a fost identificat pe Valea Nirajului, în Biserica romano-catolică din Eremitu.
În 2010 s-a găsit într-o fostă groapă de gunoi din cetate sigiliul unui călugăr franciscan din Győr aflat în deplasare pentru a verifica starea mănăstirii din Târgu Mureș, așa cum se făcea în cadrul conventului franciscan, anual sau o dată la doi ani. Călugării de obicei erau trimiși din părți cât mai îndepărtate, pentru a asigura imparțialitatea raportului întocmit.

### Perioada reformată
În timpul reformei protestante populația orașului a devenit în majoritate reformată, motiv pentru care fost schimbat și cultul bisericii. După ce, în 1556, franciscanii au fost alungați din oraș, clădirile claustrului au fost ocupate de orășeni. Primul preot protestant a fost Balázs Káli. În 1557 în sacristia fostei mănăstiri a început activitatea școala reformată din Târgu Mureș. După asediu, clădirile claustrului erau grav afectate, reconstrucția lor nu era în interesul orașului, dar era importantă modernizarea și extinderea cetății existente și acum. Clădirile claustrului au fost demolate, chiar și fundația acestuia a fost refolosită la construcția zidurilor orașului, construcție începută în 1611.
Între anii 1685 și 1693 contele Mihály Teleki a finanțat lucrările de reparație. Biserica a ajuns la înfățișarea de astăzi în perioada 1785-1791. Lăcașul de cult a găzduit 37 de adunări naționale, urmând să se afle că înainte de acestea, în anul 1707, Ferenc Rákóczi al II-lea a fost proclamat domnitor în urma alegerilor.

## Descrierea
Biserica aparține tipului de biserici sală, fiind compus dintr-o navă și dintr-un altar, având o lungime de 52,7 metri. Nava are o lungime de 31.5 metri și o lățime de 14.2 metri. Pe fațada vestică a navei este portalul vestic, intrarea principală având două ferestre mari pe cele două părți. Portalul are deasupra un rizalit triunghiular.
Turnul este amplasat pe partea nordică a bisericii, la punctul de întâlnire dintre altar și navă și are 55 metri înâlțime și patru nivele. În interiorul turnului se află scara care conduce spre clopotele așezate la nivelul patru, unde sunt patru deschideri mari în formă de arc frânt. Sunt câteva ferestre mai mici pe partea nordică și vestică a turnului, la parter și la etajul trei, toate având ancadramente gotice simple. Deasupra nivelului patru este acoperișul, care are pe colțuri patru turnulețe și se consideră că acest turn gotic ar fi fost modelul pentru mai multe turnuri de biserici similare din zonă: Sărățeni, Leordeni, Mitrești, Ceuașu de Câmpie sau Ditrău. 

## Imagini

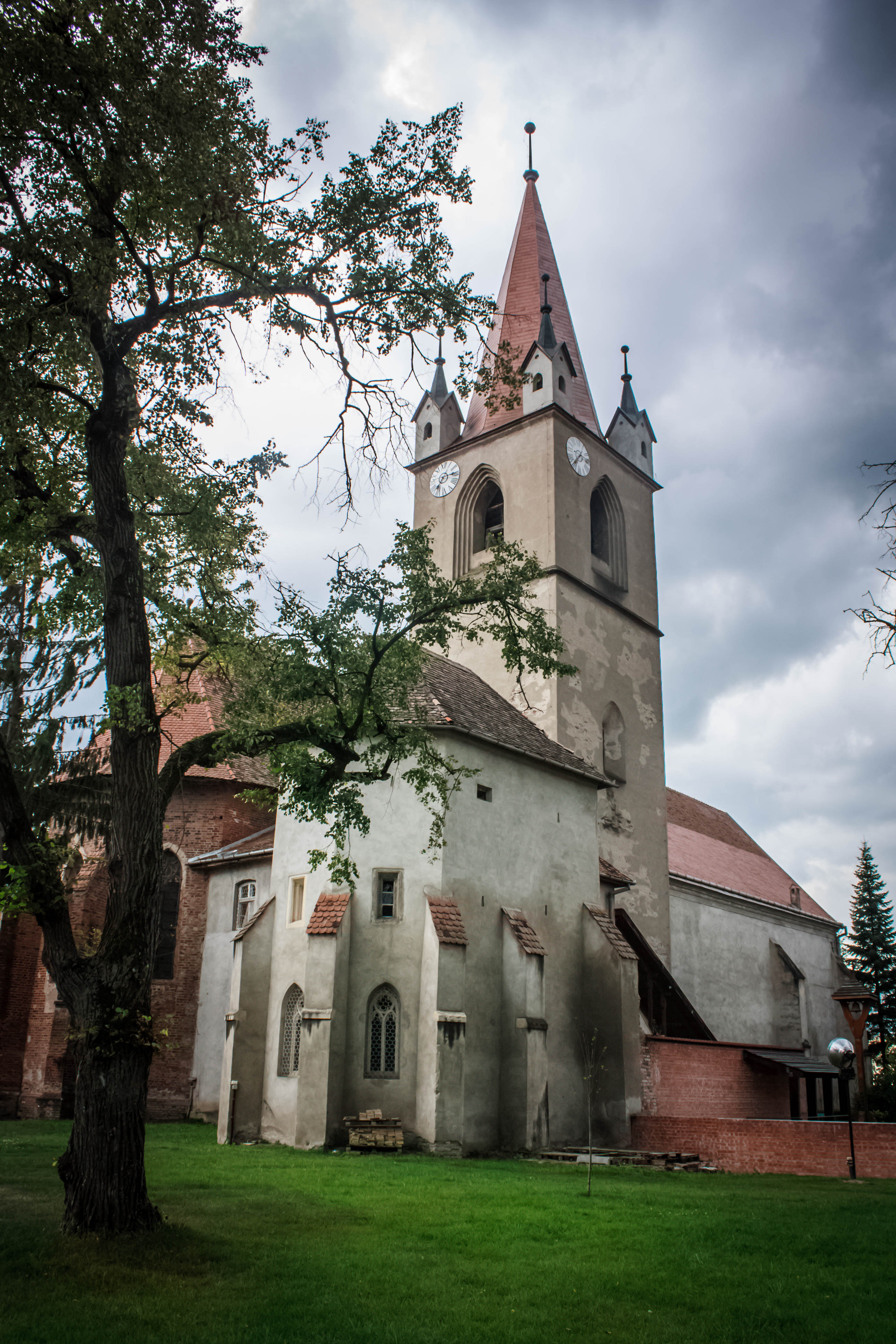
Turnul cu ceas are 55 m înățime
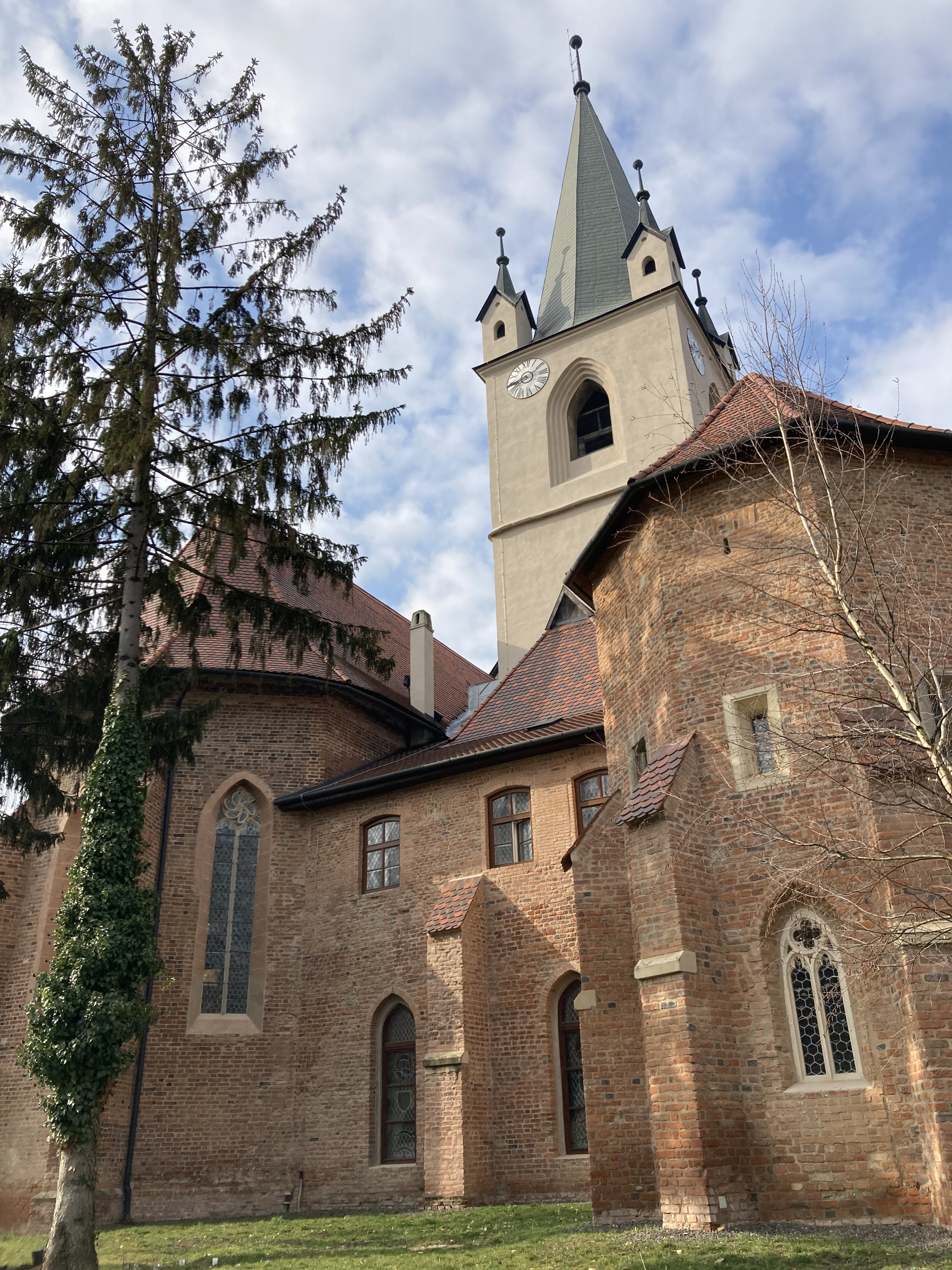
În fosta clădire a mănăstirii a fost înființată în 1557 Schola Particula
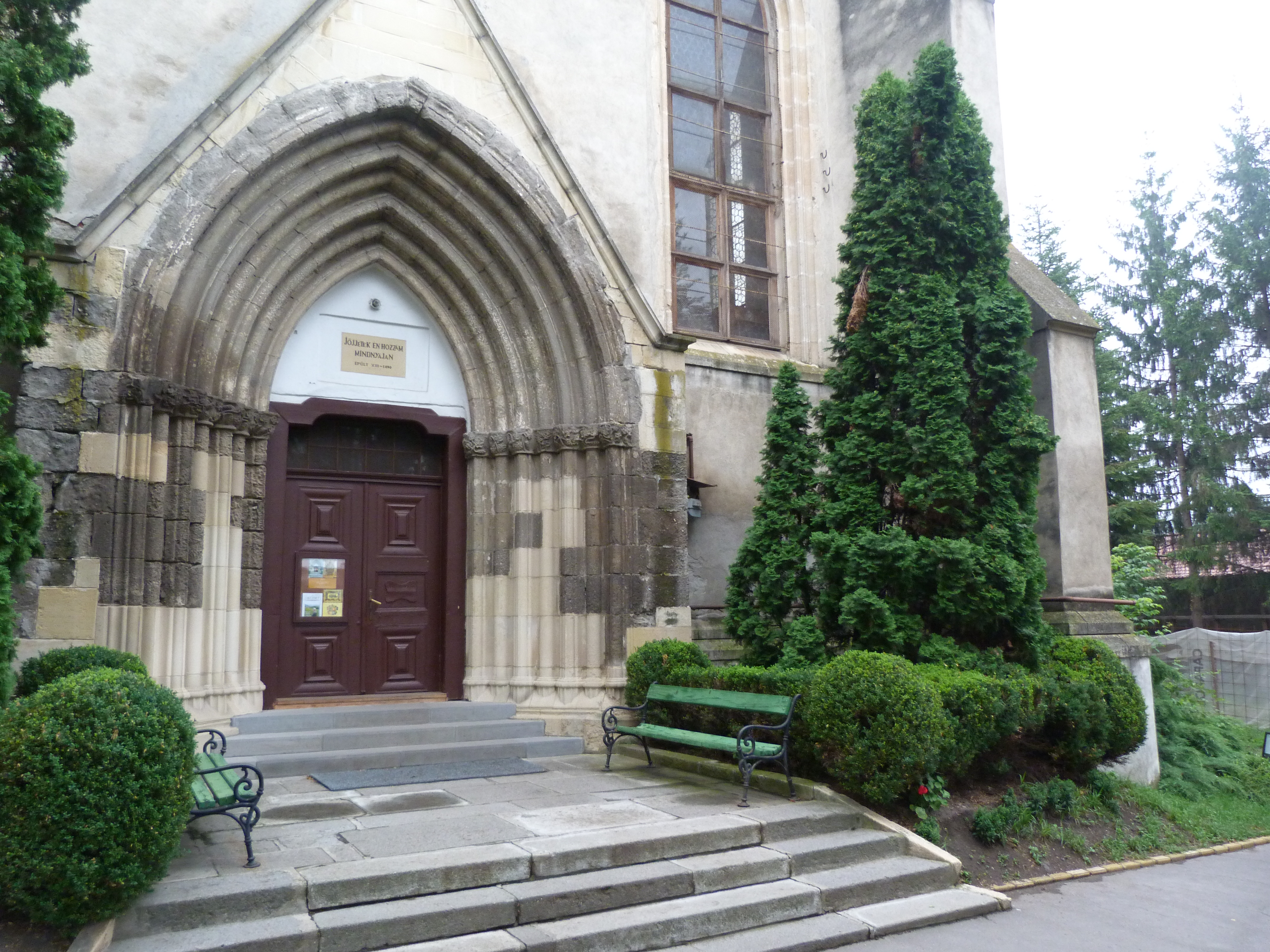
Portalul gotic în arc frânt al bisericii reformate
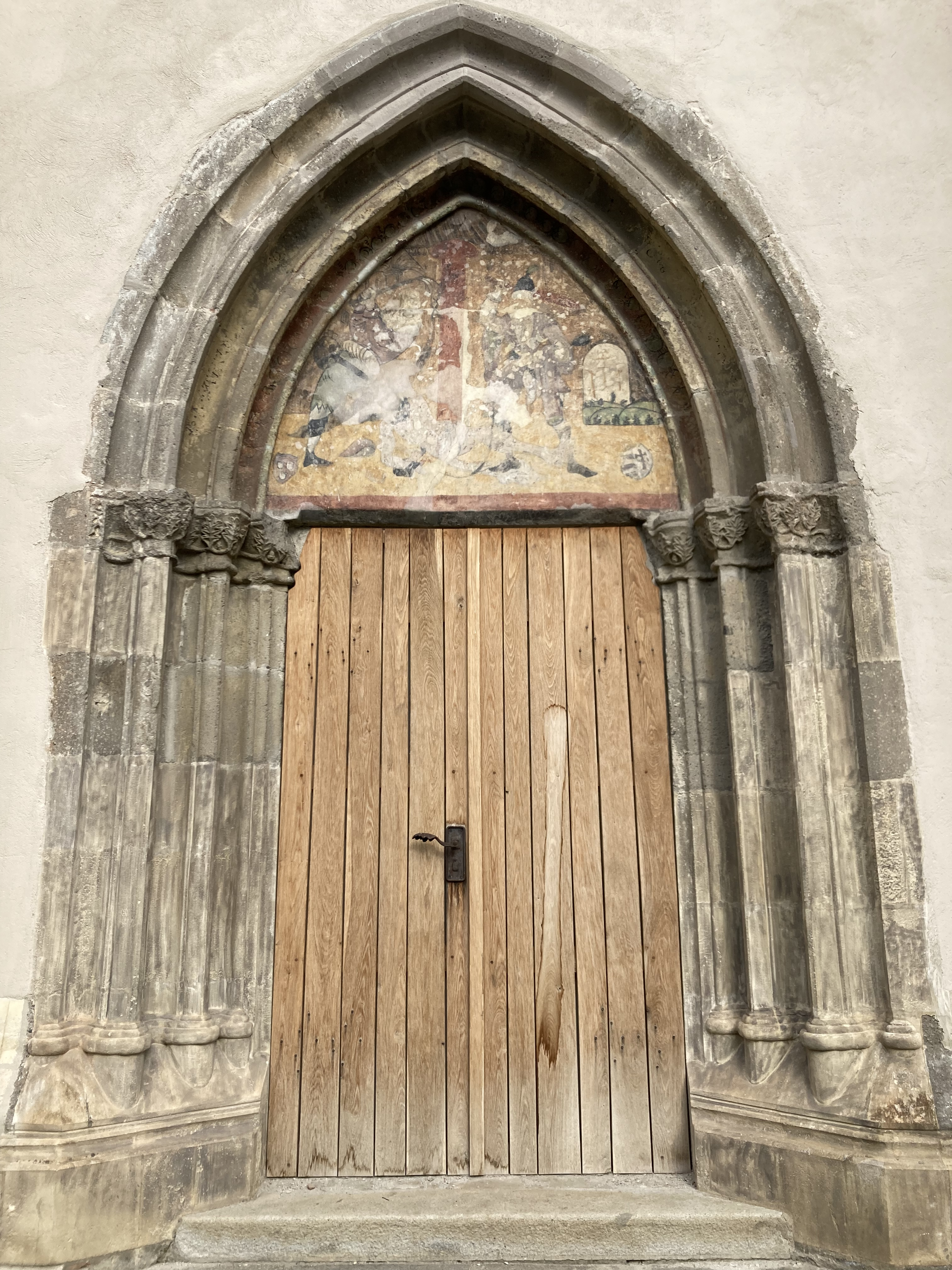
Intrarea gotică din partea sudică cu fresca "Legenda Sfântului Leonard de Limoges"
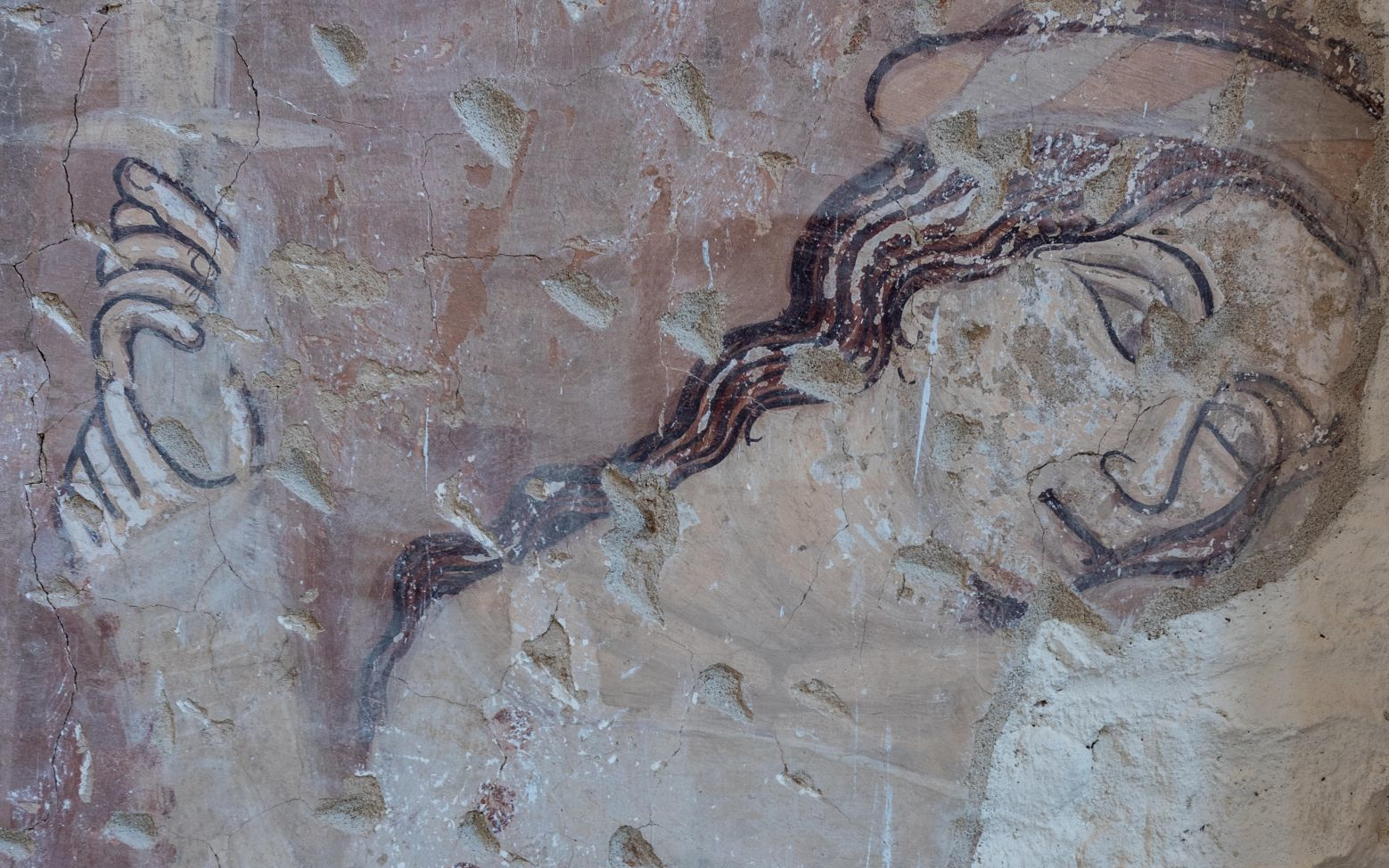
Detaliu din fresca "Legenda regelui Ladislau cel Sfânt" în navă
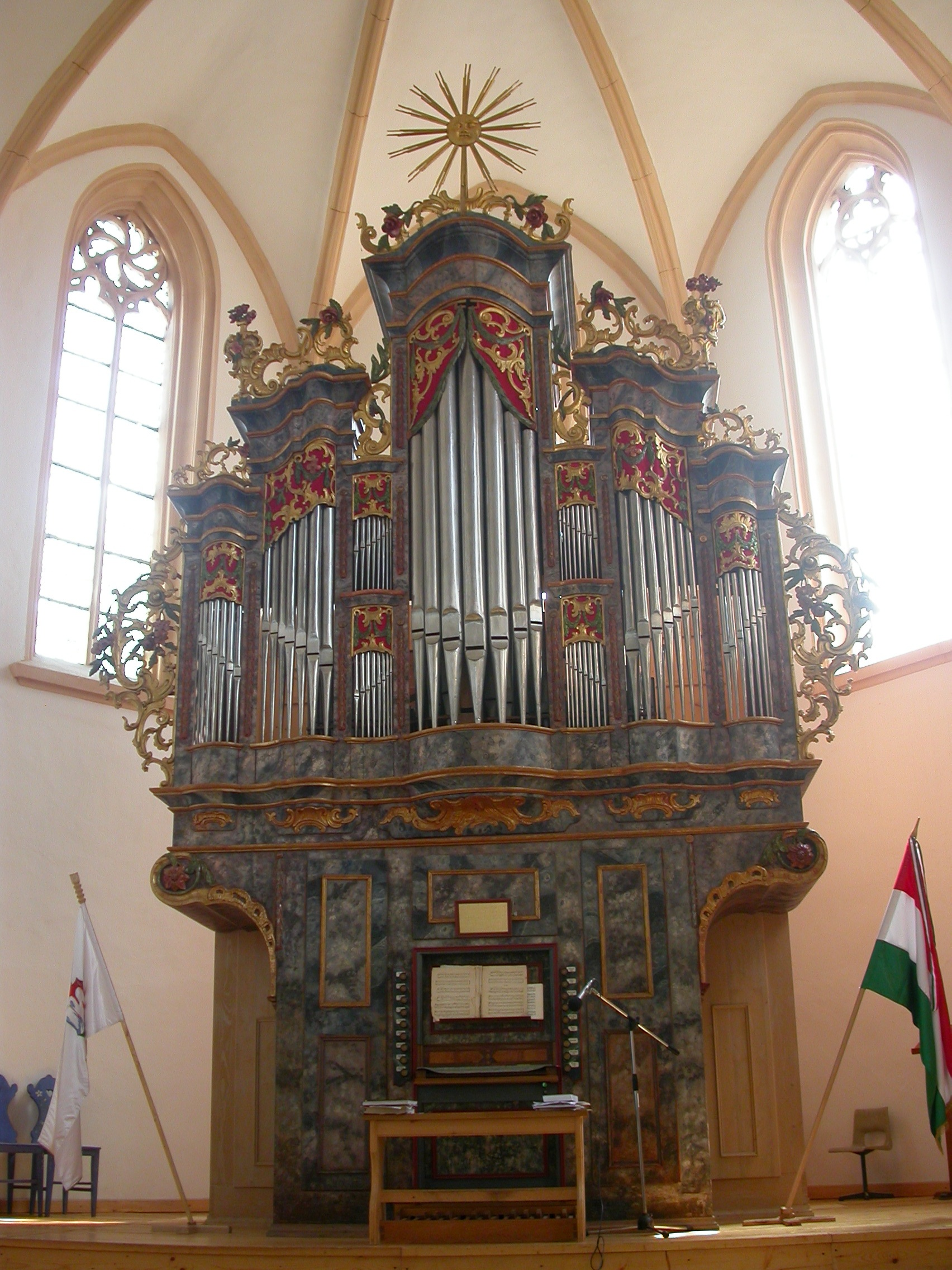
Orga din prezbiteriu, opera lui Johannes Prause (1789)
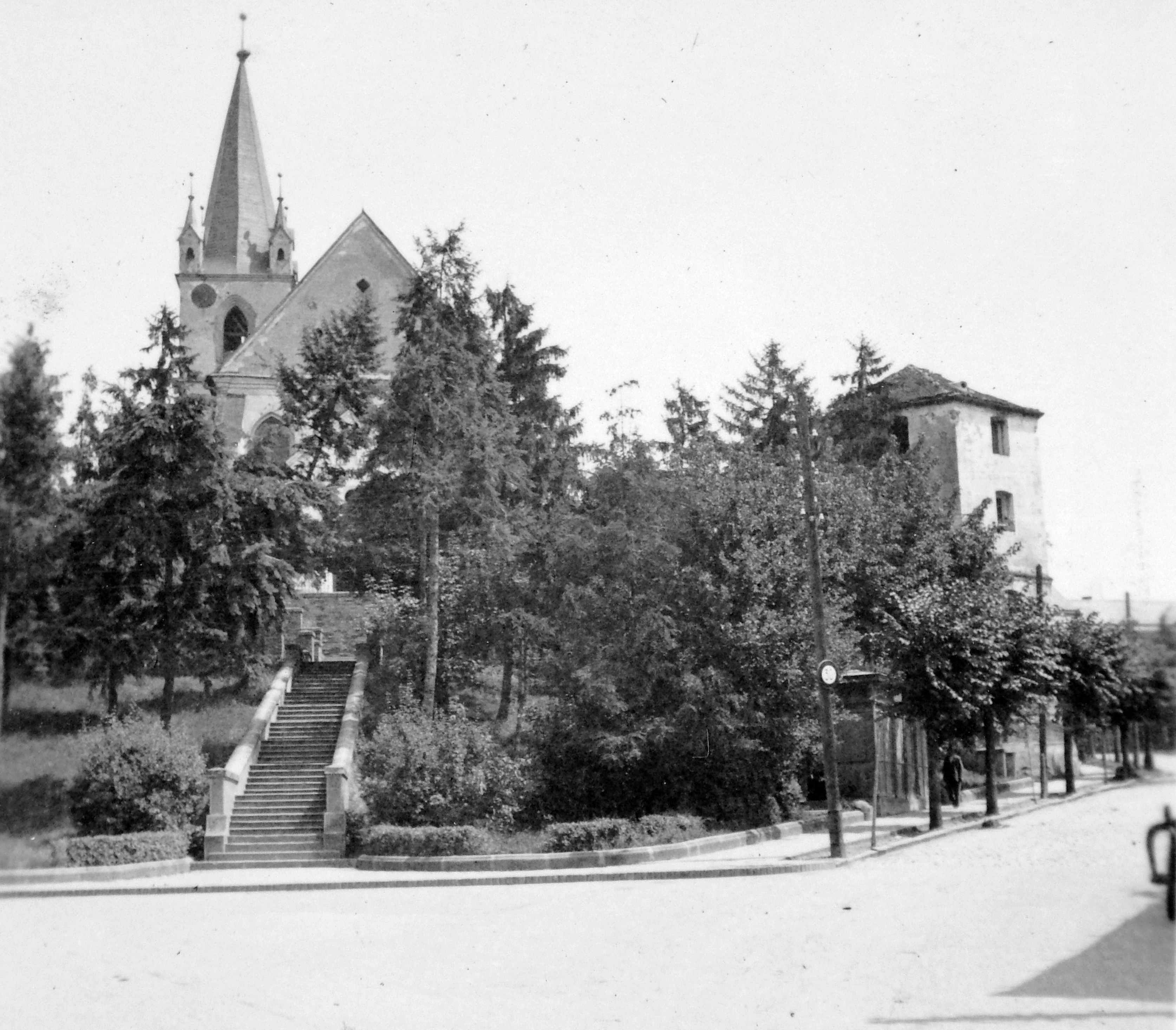
Scara centrală a fost demontată în urma restaurării cetății în anii 1970